# اكوليز (اميتك)
اكوليز هو دُوَّار يقع بجماعة تيڭزمرت، إقليم طاطا، جهة سوس ماسة في المملكة المغربية. ينتمي الدوّار لمشيخة اميتك التي تضم 4 دواوير. يقدر عدد سكانه بـ 450 نسمة حسب الإحصاء الرسمي للسكان والسكنى لسنة 2004.

## روابط خارجية
- البوابة الوطنية للجماعات الترابية
- المندوبية السامية للتخطيط